# Inzersdorfer Schubertpark

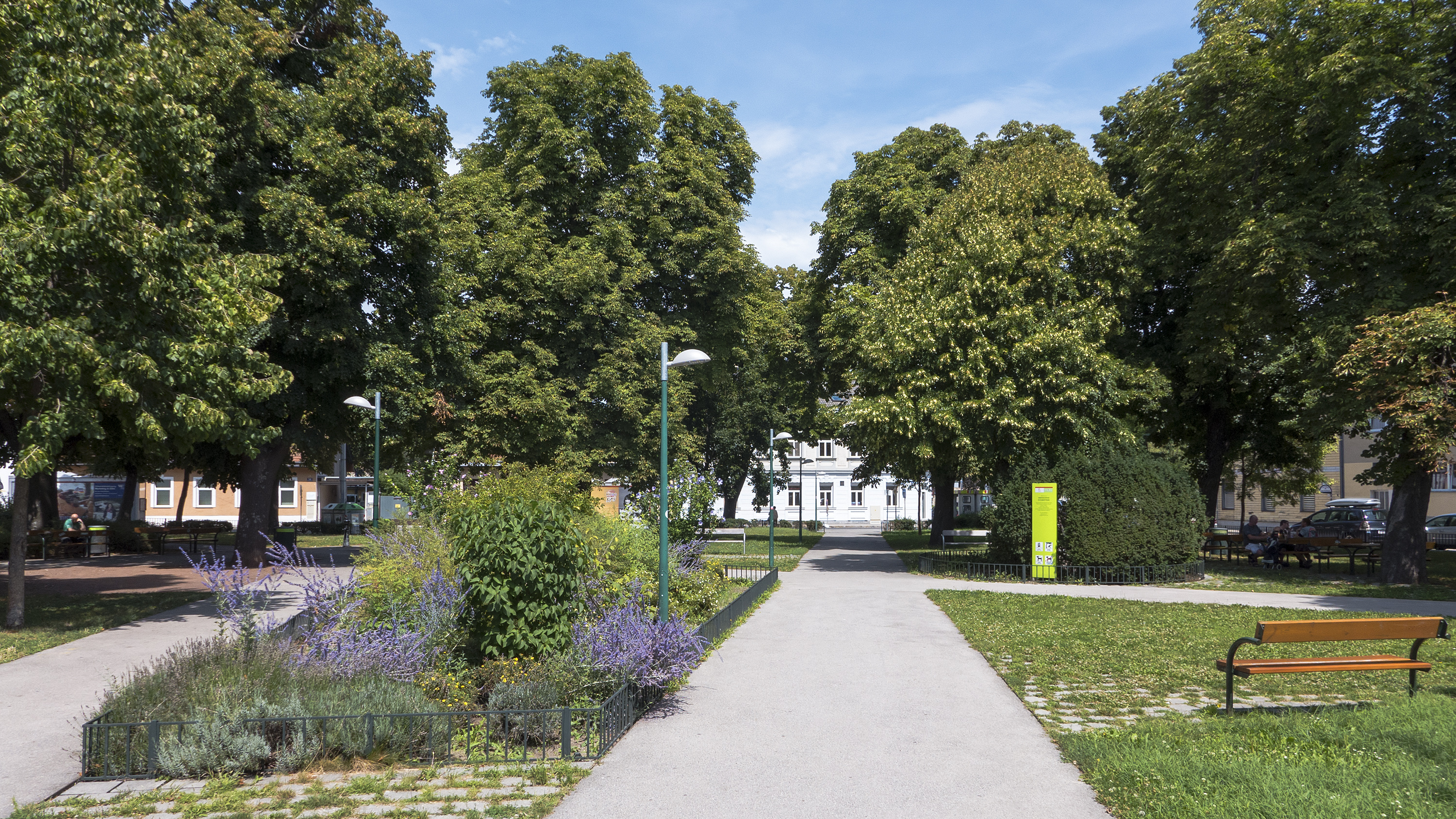
Inzersdorfer Schubertpark (2016)

Der Inzersdorfer Schubertpark ist ein Wiener Park im 23. Bezirk, Liesing.

## Beschreibung
Der Inzersdorfer Schubertpark ist ein ca. 3500 m² großer Beserlpark in Inzersdorf. Er liegt an der Kreuzung Purkytgasse und Kinskygasse und verfügt neben einem alten Baumbestand und Wiesenflächen über Sitzmöglichkeiten, einen Kinder- und Jugendspielplatz, einen Skatepark und einen Trinkbrunnen.

## Geschichte

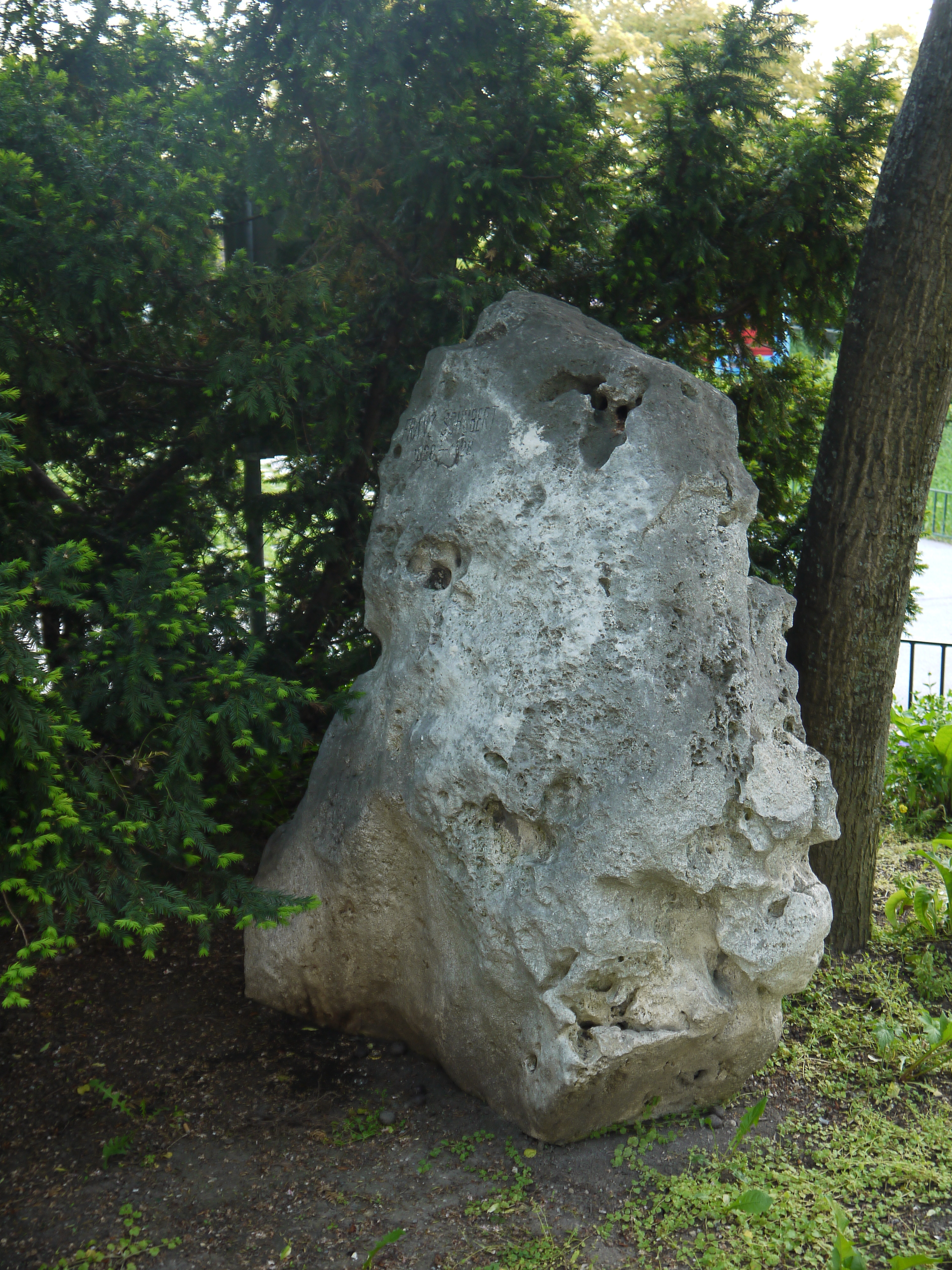
Inzersdorfer Schubertstein (2013)

Der Park wurde 1928 anlässlich des 100. Todestages des österreichischen Komponisten Franz Schubert nach eben diesem benannt. Zur Erinnerung an ihn steht ein Gedenkstein im Park.

## Weitere Schubertparks in Wien
Auch der Kalksburger Schubertpark und Maurer Schubertpark, welche beide ebenfalls in Liesing liegen, sowie der Währinger Schubertpark sind nach Franz Schubert benannt.